# Falsischnolea pallidipennis
Falsischnolea pallidipennis là một loài bọ cánh cứng trong họ Cerambycidae.